# Nicolas Bazin
Pour les articles homonymes, voir Bazin.
Nicolas Bazin, né le 9 juin 1983 à Villiers-le-Bel, est un coureur cycliste français. Membre de l'équipe continentale CT Differdange en 2008 et 2009 ainsi que de la formation BigMat-Auber 93 de 2011 à 2013, il pratique plusieurs disciplines dont le cyclo-cross. Il possède à son palmarès plusieurs victoires obtenues lors de courses organisées sous l'égide de l'UCI (notamment aux États-Unis) dans cette discicipline. Nicolas Bazin compte aussi des sélections en équipe de France de cyclisme avec laquelle il a participé à plusieurs  championnats du monde de cyclo-cross et à des manches de la coupe du monde de cette spécialité.

## Biographie

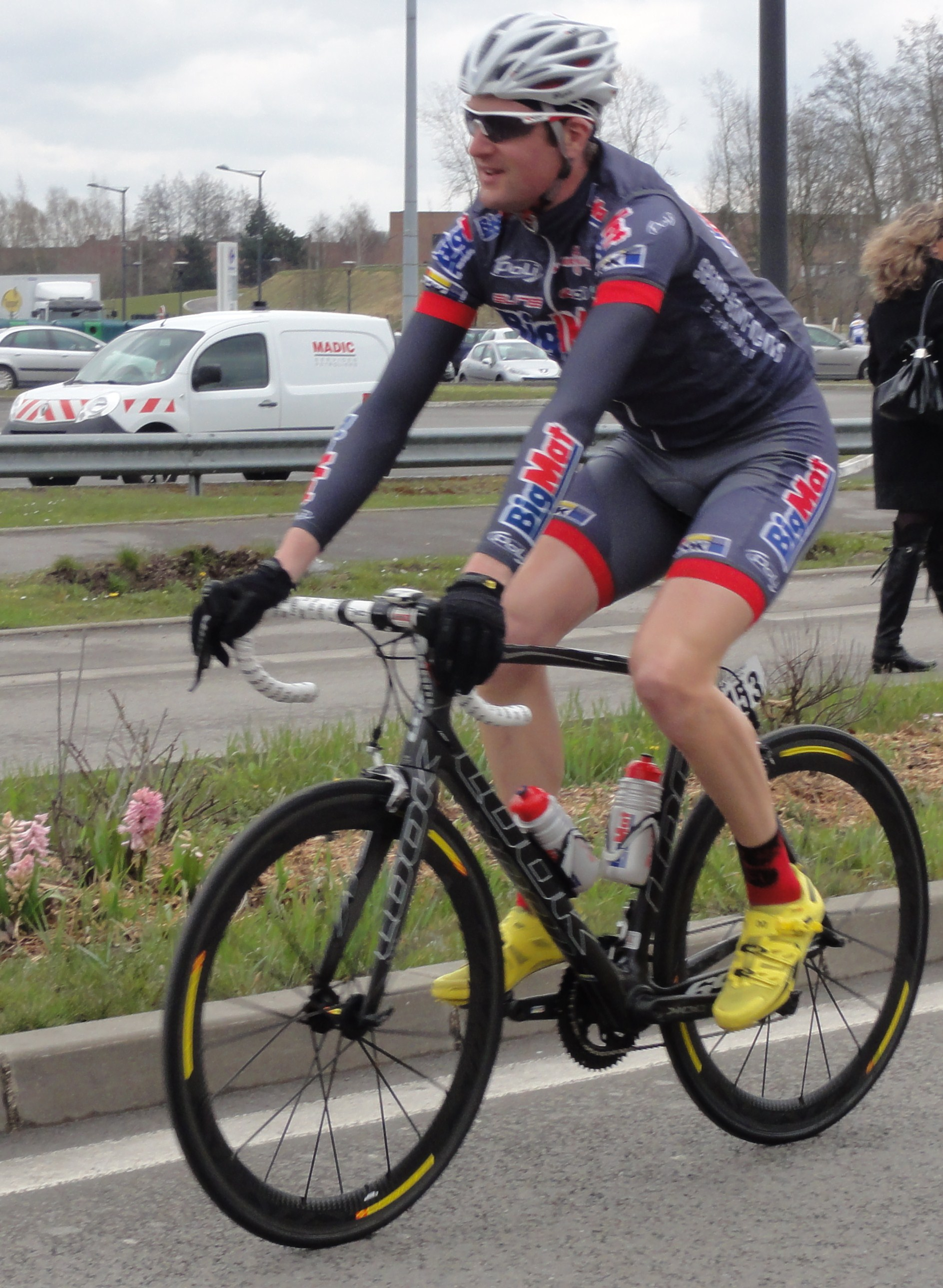
Nicolas Bazin au Grand Prix de Denain le 11 avril 2013

Nicolas Bazin intègre en 2008 l'équipe continentale luxembourgeoise Differdange-Apiflo Vacances, qui devient CT Differdange en 2009. 
Il n'est ensuite pas conservé par cette équipe et signe un contrat avec le CC Villeneuve Saint-Germain dans l'Aisne pour y tenir un rôle de leader et de capitaine de route en 2010. En janvier 2010, il se classe troisième du championnat de France de cyclo-cross à Liévin, derrière Francis Mourey et Steve Chainel. 
Il est recruté pour 2011 par l'équipe continentale BigMat-Auber 93.
Non conservé par les dirigeants de BigMat-Auber 93 à l'issue de la saison 2013, Nicolas Bazin tourne le dos au peloton professionnel et retourne courir chez les amateurs.
Dans le cadre de sa reconversion, il travaille à  la SNCF et pratique le VTT  ainsi que le cyclo-cross avec l'équipe BH-Suntour-KMC.
Avec cette nouvelle équipe, il devient champion d'Île-de-France et champion de France masters 1 de cyclo-cross à la fin de l'année 2015.
Durant les Jeux olympiques 2020 à Tokyo, il est consultant pour Eurosport et commente les épreuves de VTT.

## Palmarès

### Route
- 2004
  - Champion d'Île-de-France espoirs
- 2008
  - Prix de Montmorency
- 2009
  - 2e du championnat d'Île-de-France
- 2010
  - Boucles de l'Austreberthe
  - Prix d'Epinay-sur-Orge
  - La Cantonale
  - 3e du Grand Prix de Beauchamps
- 2011
  - Grand Prix de Gamaches

### Cyclo-cross
- 2008-2009
  - National Trophy Round 4, Leicestershire
- 2009-2010
  - National Trophy Round 4, Leicestershire
  - 3e du championnat de France de cyclo-cross
- 2010-2011
  - Cyclo-cross de Nommay, Nommay
  - National Trophy Series #3 - Kirkby Mallory
- 2011-2012
  - New England Championship Series #1 - Catamount Grand Prix, Williston
  - Rohrbach's Ellison Park Cyclocross, Rochester
- 2012-2013
  - Rohrbach's Ellison Park Cyclocross 1, Rochester
  - Rohrbach's Ellison Park Cyclocross 2, Rochester
  - New England Cyclo-Cross Series #1 - Catamount Grand Prix 1, Williston
  - Charm City Cross 1, Baltimore
  - Charm City Cross 2, Baltimore
  - Grand Prix Hotel Threeland, Pétange
- 2013-2014
  - 3e du championnat de France de cyclo-cross
- 2015-2016
  -  Champion de France de cyclo-cross masters 1 (30-34 ans)